# Learjet 55
Der Learjet 55 ist ein zweistrahliges Geschäftsreiseflugzeug in Tiefdeckerauslegung.

## Geschichte
Der Learjet 55 wurde von Gates Learjet gebaut und ist die Vorgängerversion des heute von Bombardier vertriebenen Learjet 60. Die Learjet-50er-Serie wurde erstmals 1977 auf der Pariser Luftfahrtschau angekündigt. Sie sollte aus den Learjet 54, 55 und 56 bestehen, von denen schlussendlich nur der Learjet 55 realisiert wurde. Wegen der damals neuartigen Winglets wurde die Maschine auch als Longhorn 55 bezeichnet.
Abkömmlinge der Learjet 55 sind:
- Learjet 55B (1986)
- Learjet 55C (1987)
- Learjet 55C/ER (verbesserte Reichweite gegenüber dem Learjet 55C)
- Learjet 55C/LR (verbesserte Reichweite gegenüber dem Learjet 55C)

Die 55LR stellte 1983 einige Rekorde auf; so flog sie z. B. in 12 Stunden 37 Minuten von Los Angeles nach Paris mit nur einer Zwischenlandung.

## Technische Daten
| Kenngröße                             | Daten                                       |
| ------------------------------------- | ------------------------------------------- |
| Besatzung                             | 2                                           |
| Passagiere                            | maximal 11                                  |
| Spannweite                            | 13,35 m                                     |
| Länge                                 | 16,80 m                                     |
| Höhe                                  | 4,48 m                                      |
| Kabinenlänge (zwischen Druckschotten) | 55, 55ER: 6,71 m 55LR: 6,30 m 55XLR: 5,89 m |
| max. Kabinenhöhe                      | 1,74 m                                      |
| max. Kabinenbreite                    | 1,80 m                                      |
| Leermasse                             | 5.832 kg                                    |
| max. Startmasse                       | 9.525 kg                                    |
| Dienstgipfelhöhe                      | 15.545 m                                    |
| Reichweite                            | 4.156 km                                    |
| Triebwerke                            | zwei Garrett TFE731-3A-2B                   |

## Zwischenfälle
- Am 31. Januar 2025 stürzte ein als MedEvac-Ambulanzflug genutzter Learjet 55 auf dem Weg nach Mexiko nach dem Start vom Regionalflughafen Northeast Philadelphia Airport in Philadelphia ab. Das Flugzeug wurde 1982 mit Seriennummer 55-032 gefertigt. Siehe Med-Jets-Flug 056.